# Уэллс, Джон, 5-й барон Уэллс
Джон де Уэллс (англ. John de Welles; 1352—1421) — английский аристократ, 5-й барон Уэллс с 1376 года.

## Биография
Джон де Уэллс принадлежал к знатному роду, представители которого владели землями в Линкольншире и Нортумберленде, а также баронским титулом. Он был сыном Джона, 4-го барона Уэллса, и Мод де Рос. Начиная с 1376 года Джона регулярно вызывали в парламент как лорда Уэллса.
Уэллс был женат на Элеанор Моубрей, дочери Джона Моубрея, 4-го барона Моубрея, и Элизабет Сегрейв. В этом браке родились:
- Томас;
- Джоан;
- Эд (умер до 26 июля 1417 года); был женат на Мод Грейсток, единственной дочери Ральфа Грейстока, 3-го барона Грейстока, и Кэтрин Клиффорд; в браке с Мод имел двоих сыновей — Лайонела Уэллса, 6-го барона Уэллса, и Уильяма Уэллса[англ.] (1409/1410—1463), с 1461 года служившего лорд-канцлером Ирландии[2];
- Элеанора, жена Хью де Пойнингса[3].